# イントラムロス
座標: 北緯14度35分27秒 東経120度58分30秒 / 北緯14.59083度 東経120.97500度
イントラムロス（スペイン語: Intramuros、イントラムーロスとも）は16世紀にスペイン人によって建設された城郭都市である。フィリピンの首都マニラの都心にある地区であり、パシッグ川南岸に位置する。その名称は直訳するとスペイン語で「壁の内側」である。スペイン時代には、イントラムロスはマニラそのものであり、城壁の外側とは明確に区別されていた。

## 歴史

1596年に与えられたマニラの紋章

### 前スペイン時代
ヨーロッパ人がルソン島に到達する前は、イントラムロスの場所はマレー系イスラム教徒の大規模な居留地で「マイニラッド（Maynilad）」と呼ばれ、その地域の支配階級の拠点であった。原住民のタガログ族はマレー人と同化しており、ダトゥ、ラージャ、あるいはスルタンという君主たちによって支配されていた。その地名は「may nilad（ニラッドの生えるところ）」に由来し、ニラッド（またはニラnila）は星形の花の水草で、パシッグ川河岸の低地に沿って豊富に群生していた。パシッグ川とマニラ湾に面したマイニラッドは、他のアジア諸国と交易するのに理想的な地勢で、特に明国とは盛んに貿易が行われていた。

### スペイン時代

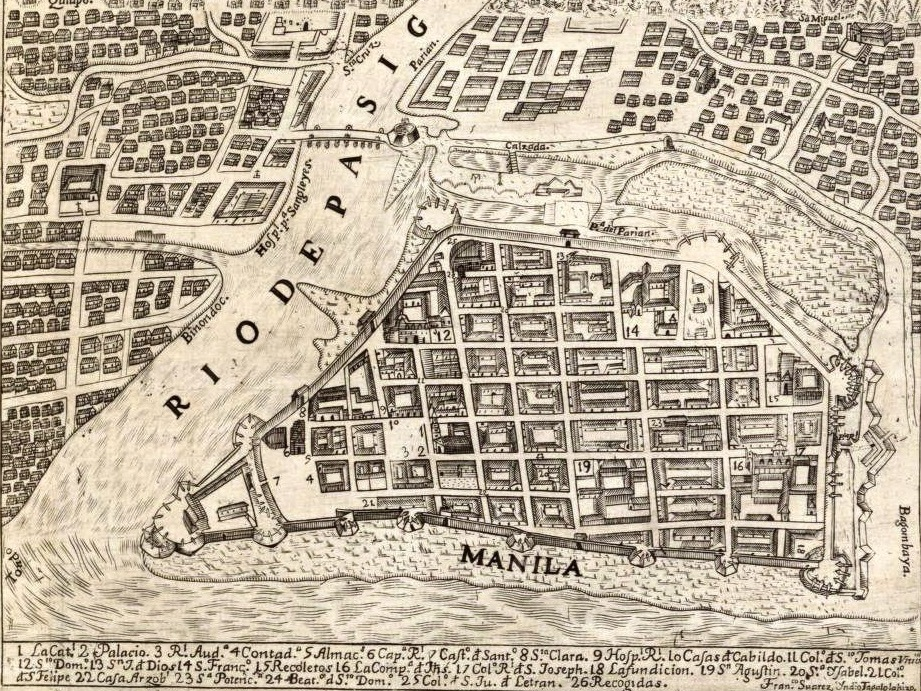
1734年の地図

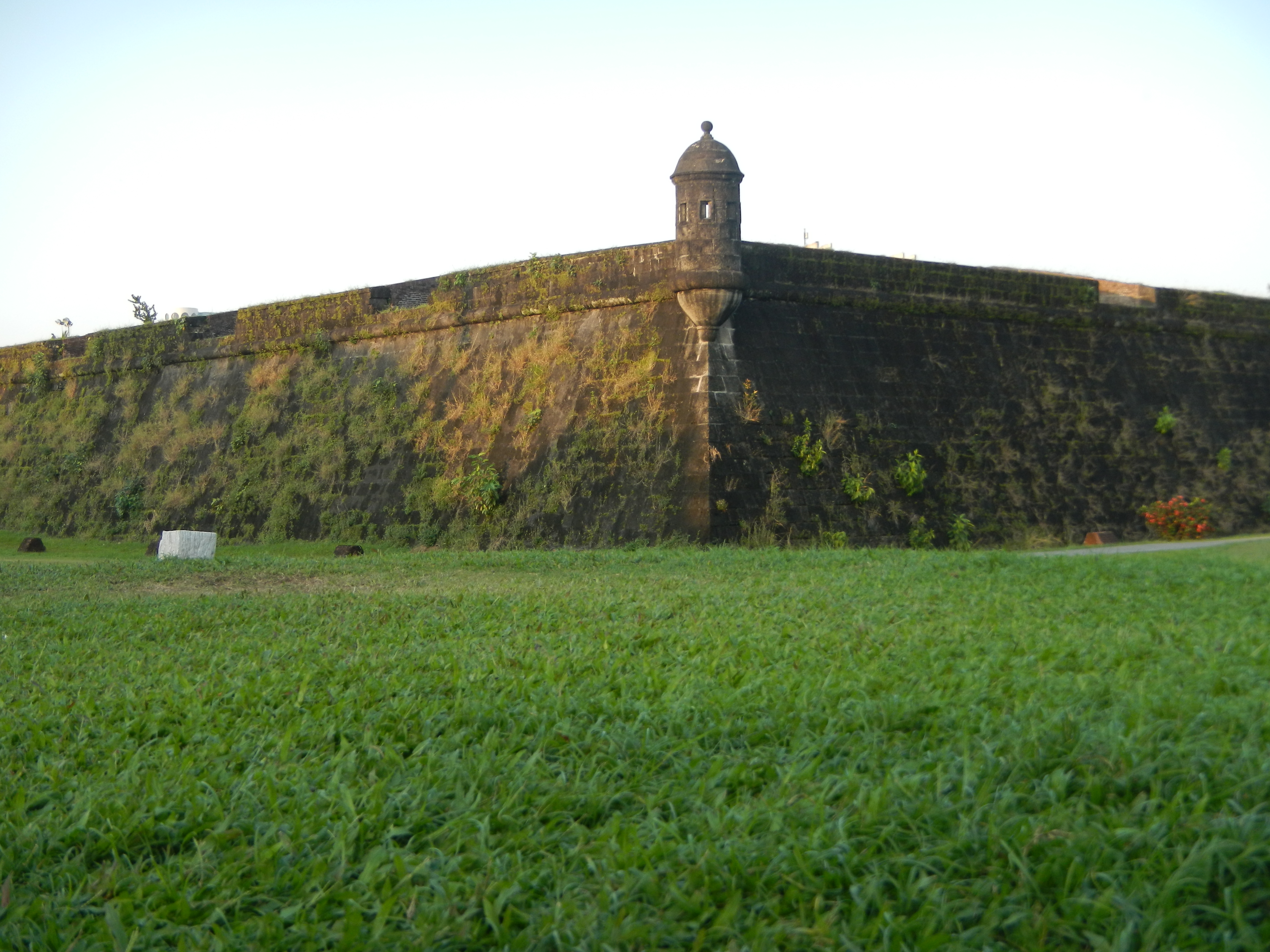
城壁

1564年、ミゲル・ロペス・デ・レガスピに率いられたコンキスタドールたちはヌエバ・エスパーニャ（メキシコ）を出航し、翌1565年2月13日に南部のセブ島に到着した。そこで彼らはフィリピン諸島初のスペイン人植民地を築いた。原住民たちから北方のマニラの繁栄について聞いたことから、ロペス・デ・レガスピは彼の副官のうちの二人マルティン・デ・ゴイティとフアン・デ・サルセードをビサヤ諸島の北の地域を探検するために派遣した。 
1570年、スペイン人たちはルソン島に到着したが、イスラム教徒の住民との間で諍いが生じたことから、支配権を握りその地域に恒久的な居住地を確立するに先立ち、ゴイティとロペス・デ・レガスピの兵士たちは住民と戦争を起こした。翌1571年、原住民たちが戦闘で打ち負かされたことにより、ロペス・デ・レガスピは三人の族長ラジャ・スレイマン、ラジャ・ラカンドゥラ、ラジャ・マタンダと平和条約を結び、マニラはスペイン人たちに引き渡された。
1571年6月24日、マニラの戦略的立地が決め手となり、ロペス・デ・レガスピはその地域をフィリピン諸島におけるスペイン植民地の新しい首都であると宣言した。スペイン王フェリペ2世はロペス・デ・レガスピと彼の部下たちによって成し遂げられた新たな征服を喜び、マニラに紋章とCiudad Insigne y Siempre Leal（著名にして永久に忠実なる都市）の称号を贈った。
マニラ市の都市計画はフィリピンの初代総督ロペス・デ・レガスピによって始められた。彼は城壁に守られた都市を計画した。城郭都市イントラムロスの建設は1573年7月3日サン・ロレンソで発布されたフェリペ2世の王令に基づいていた。
1574年にリム・アホン（林阿鳳）ら中国人海賊の襲撃を受けたため、城壁は当初の計画よりも強固なものに変更された。その構造は星形要塞の影響を受けていて、厚さ8フィート、高さ22フィートの壁に囲まれた64ヘクタールの土地に及んだ。
イントラムロスは1606年に完成し、スペインの植民地時代には、スペイン人の政治、軍事、宗教の中心地として機能した。イントラムロス内にはいくつかのローマ・カトリックの教会、女子修道院そして教会の運営する学校がある。それらはドミニコ会、聖アウグスチノ修道会、フランシスコ会、イエズス会といった修道会によって運営されていた。
スペイン人とメスティーソだけが城壁で守られた街に居住することを認められた。キリスト教徒の原住民と中国人は中に入ることは許可されたが、居住することはできなかった。このため、原住民と中国系住民の居住地が城壁の外に形成された。
川に面した西側は船着き場でマニラ・ガレオンがアカプルコと連絡しており、住民の多くは貿易に関連した仕事に従事していた。
総督の宮殿、即ちフィリピン諸島のスペイン副王領の公邸は1863年の地震で倒壊したため城郭外のマラカニャン宮殿に移転した。
1898年、米西戦争に勝利したアメリカがフィリピンを管理下に置いた。

## 本来の建造物

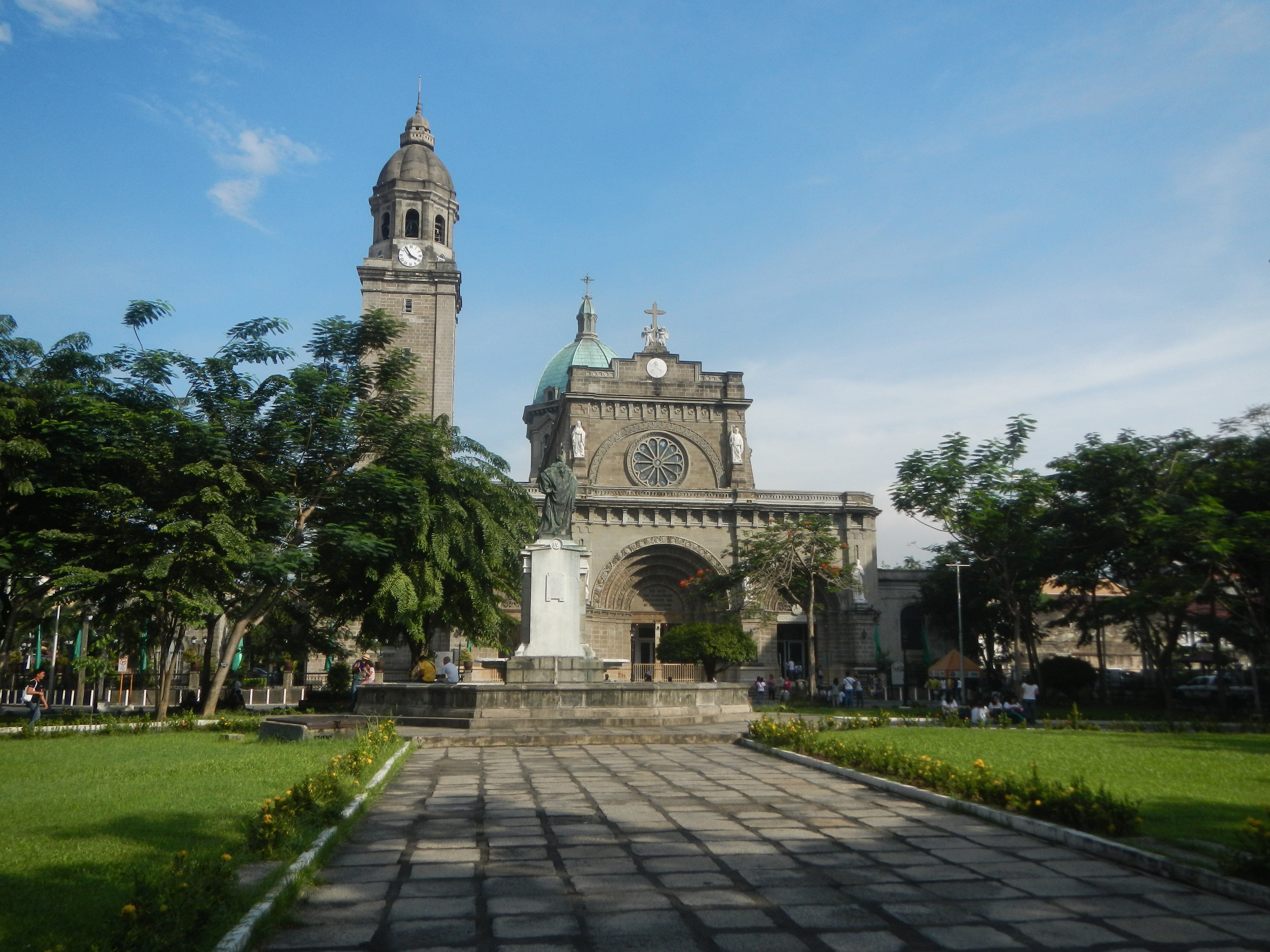
マニラ大聖堂

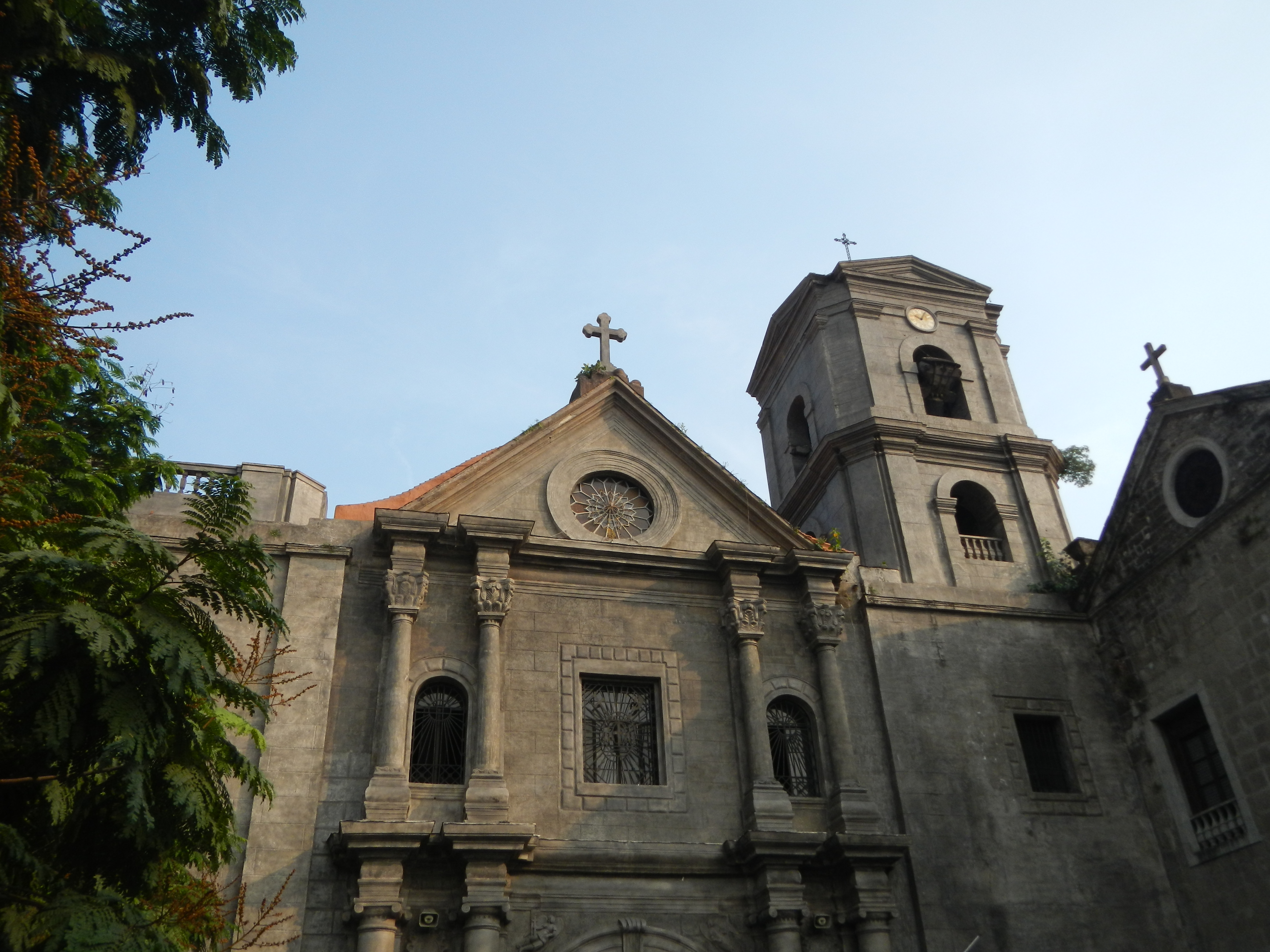
サン・アグスティン教会

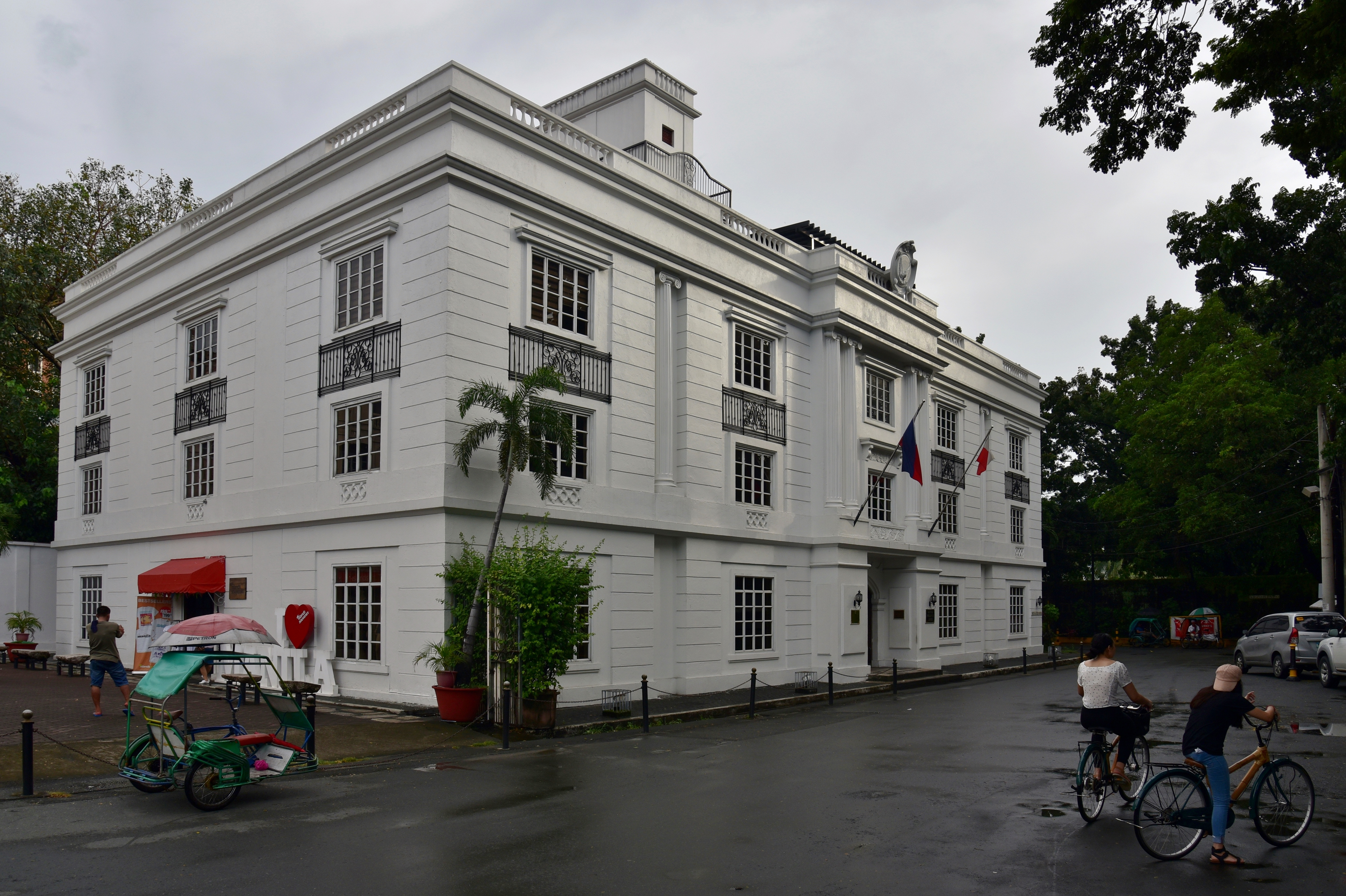
プラザ・サンティアゴ

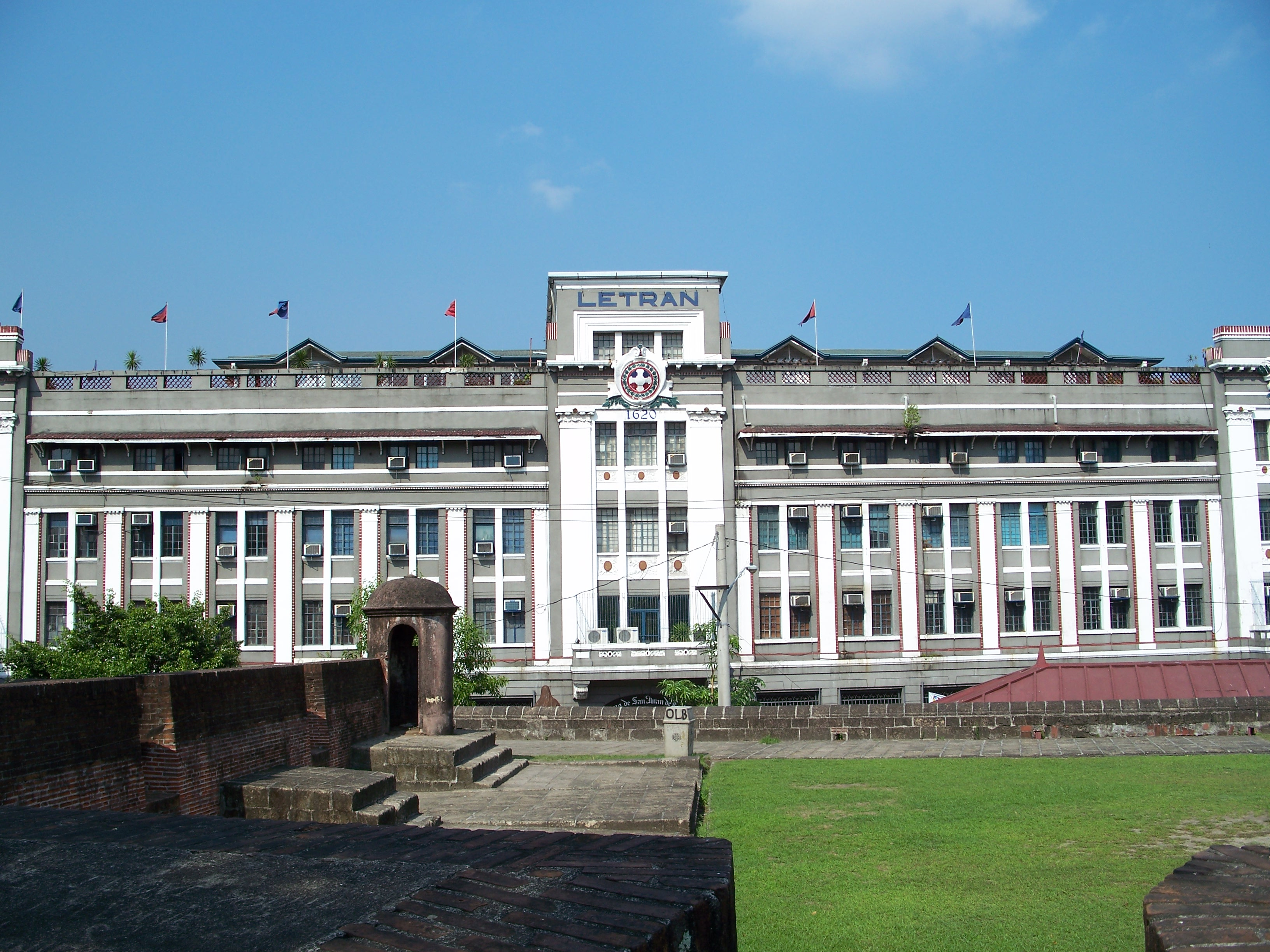
サン・フアン・デ・レトラン大学

注：斜体カッコ内は今日、その位置にある建物の名前を示す。

### 教会、女子修道院、礼拝堂
- マニラ大聖堂
- ルルド教会　(エル・アルマネセール)
- サン・アグスティン教会
- サント・ドミンゴ教会　(フィリピン諸島銀行)
- サン・フランシスコ教会　(マプア工科大学)
- サン・イグナシオ教会　(廃墟)
- サン・ニコラス・デ・トレンティーノ教会　(マニラ日報)
- ベアテリオ・デ・ラ・コンパニーア・デ・ヘスス　(光と音の美術館)
- サンタ・クララ女子修道院　(空地)
- 第三の尊き修道会の礼拝堂　(マプア礼拝堂)

### 学校
- アテネオ・ムニシパル・デ・マニラ大学　(クラムシェル1)
- ベアテリオ・コレヒオ・デ・サンタ・カタリーナ　(レトラン小学校)
- サン・フアン・デ・レトラン大学
- サンタ・イサベル学院　(クラムシェル2)
- サンタ・ローサ学院
- マニラ高等学校
- マプア工科大学
- マニラ市立大学
- マクシモ・デ・サン・イグナシオ大学　(マニラ市立大学)

### その他
- 総督宮殿　(1864年の地震で廃墟化したが、1976年に整地されて選挙管理委員会の庁舎（英語版）が建つ)
- アウディエンシア(聴聞院。かつての最高裁判所及び旧選挙管理委員会)[2] (廃墟)
- アユンタミエント（市庁舎）　(廃墟となっていたが、2009年より修復されている[3])
- サン・フアン・デ・ディオス病院　(フィリピン・リュケイオン大学)
- インテンデンシア（管理局）　(廃墟)
- 大司教宮殿
- サンタ・ポテンシアーナ宮殿　(フィリピン赤十字社)

## 第二次世界大戦
1942年に日本軍がフィリピン全土を占領下に置いた。1927年までイントラムロスにあった聖トマス大学内にサント・トーマス収容所が開設された。
その後アメリカ軍をはじめとする連合国軍はフィリピン奪回を狙い、1945年に反撃を開始した。同年に行われたマニラの戦いに際して行われた日本軍とアメリカ軍の戦闘は多数の市民を巻き込み、およそ10万人が命を落とした。
この戦いによって、イントラムロスの既存の建物の大部分が破壊され廃墟と化した。無事だった唯一の建造物はサン・アグスティン教会のみであった。残った建物も損傷が激しかったため、第二次世界大戦後に大部分が取り壊された。

## 現在のイントラムロス

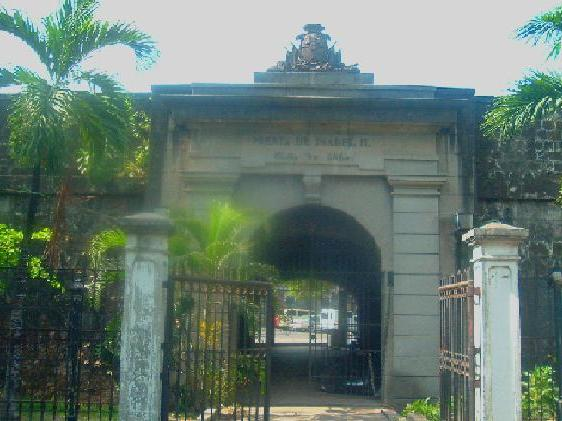
イサベル2世門（Puerta Isabel II）

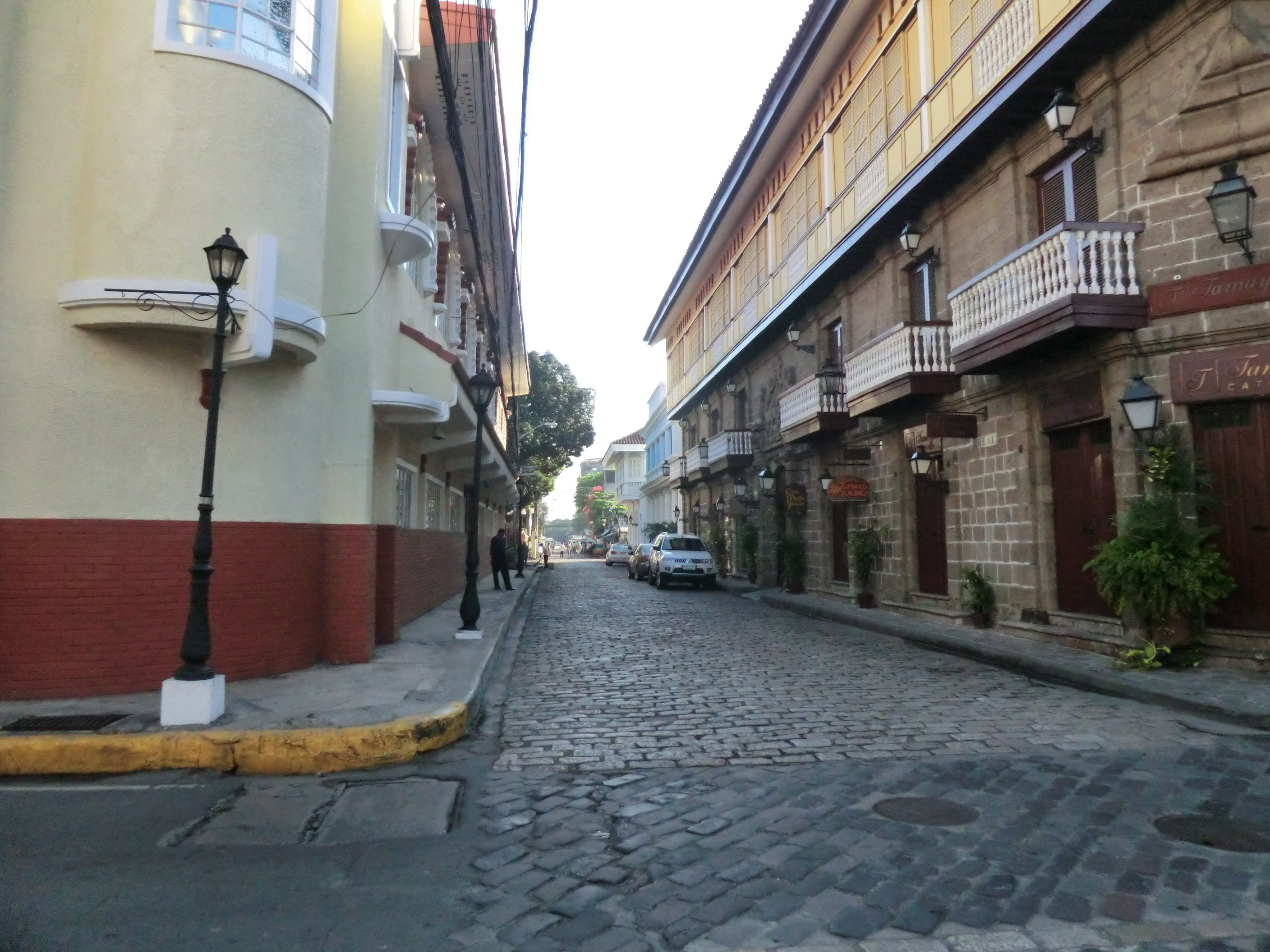
街並み

1980年代、当時のファーストレディー、イメルダ・マルコスの指揮の下、イントラムロス管理局は街を復旧し、現在そこはかつてのスペイン時代の影響が保たれるマニラ唯一の地区である。今日のマニラの開発のほとんどはイントラムロスの門の外で行われ、ジョリビーやマクドナルド、スターバックスの店舗が城壁内の著名な教育機関のそばに開いているとはいえ、イントラムロスの現存する城壁や街路、教会への近代化の影響は最小限にとどめられている。イントラムロスを囲んでいた古い堀は埋め立てられ、地元の人々と外国人たちがスポーツを楽しむゴルフ・コースに姿を変えている。サンティアゴ要塞は今では来訪者たちがその庭の中で過ぎ去ったスペイン時代のノスタルジックなロマンスを楽しむことのできる観光スポットとなっている。2003年のフィリピン観光年において、リチャード・J・ゴードン観光長官はそこをライトアップするためと光と音の美術館を立てるためとの資金を調達したのみならず、学生と市民によるボランティアの協力とともにイントラムロスを清掃した。
イントラムロスは現在フィリピンのいくつかの高等教育機関の拠点となっている。マニラ市立大学、マプア工科大学、フィリピン・リュケイオン大学、サン・フアン・デ・レトラン大学それにマニラ高等学校やサンタ・ローサ学院のような高等学校がある。
中世の要塞の設計に従い、イントラムロスの高い城壁に沿って稜堡（baluarte）、半月堡（revellin）、砦（reducto）が戦略的に配置されている。街への入り口は門（puerta）になっていて、それらの大部分は修復されているか立て直されている。こうした特徴的な部分の多くには名前がついており、以下を含む。
- バルアルテ・デ・サンディエゴ
- バルアルテ・デ・サン・フランシスコ・デ・ディラーオ
- バルアルテ・デ・サン・ガブリエル
- バルアルテ・デ・サンタ・バルバラ
- バルアルテ・デ・サン・アンドレス
- プエルタ・レアル
- プエルタ・イサベル・ラ・セグンダ
- プエルタ・デル・パリアン
- プエルタ・アルマセーナス
- ポスティーゴ・デル・パラシオ
- プエルタ・サンタ・ルシア